# Axel Skilving
Frans Axel Skilving fram till 1932 Lindgren, född 20 augusti 1909 i Brännkyrka församling, Stockholms län, död 1978, var en svensk yrkesmålare och målare, grafiker och tecknare.

## Biografi
Axel Skilving var son till hovmästaren Axel Andersson och Emma Lindgren och från 1934 gift med Svea Margareta Berglind. Skilving utbildade sig till yrkesmålare 1927–1931 och studerade konst en kortare tid vid Larssons och Berggrens målarskola i Stockholm 1928 men var huvudsakligen autodidakt med några studieresor till Frankrike, Belgien och kombinerade studie- och målarresor till Norge. Tillsammans med Gunnar Ericsson och Harry Forss ställde han ut på Galerie Orient i Stockholm 1941 och tillsammans med Viktor Tesser på De ungas salong i Stockholm 1947. Separat ställde han bland annat ut på Söders konstsalong i Stockholm, Härnösand, Sollefteå, Norrtälje, Västerås, Mariefred, Steinkjer i Norge och på några mindre platser i Roslagen. Han medverkade under en följd av år i Sveriges allmänna konstförenings vårsalonger i Stockholm och han medverkade i HSB:s utställning God konst i alla hem, Roslagrens konstnärsgilles utställning på Uplands nation i Uppsala samt vandringsutställningen Roslagen sett genom konstnärsögon som presenterades på Åland. Han deltog i samlingsutställningar arrangerade av Norrtälje konstförening. Han drev under några år en egen målarskola i Stockholm. Hans konst består av blomstermotiv, naturalistiska skildringar från Norge, Norrland, Dalarna och Roslagen samt från 1960-talet målningar från den grekiska övärlden utförda i olja, pastell, akvarell, gouache samt teckningar och träsnitt. Skilving är representerad vid Stockholms stadsmuseum.  